# ادرسمان
شهر ادرسمان (به تاجیکی: Адрасмон) در استان سغد در کشور تاجیکستان واقع شده‌است. جمعیت این شهر ۱۴٬۷۶۷ نفر است.